# Prolixus corruginus
Prolixus corruginus är en spindeldjursart som beskrevs av Beard, Fan och Thomas Walter 2005. Prolixus corruginus ingår i släktet Prolixus och familjen Tenuipalpidae. Inga underarter finns listade i Catalogue of Life.